# Kumpir
A kumpir egy népszerű török gyorséttermi étel, gyakran árulják utcai standokon. A kumpir (vagy kompir) szó a török népi nyelvben a burgonya megfelelője. A Büyük Türkçe Sözlük (Nagy Török Szótár) elsődleges jelentésként már a gyorséttermi ételt hozza. A valószínűsíthetően balkáni eredetű ételt 1994-ben a Mr. Kumpir nevű gyorsétteremlánc is forgalmazni kezdte.

## Elkészítése
A nagyobb méretű burgonyát héjában megsütik, majd középen hosszában kettévágják. A megsült burgonya egy részét kikaparják és vajjal, sajttal, valamint különféle, választható feltétekkel keverik össze. A feltét lehet például főtt kukoricaszemek, virsliszeletek, savanyú uborka, olajbogyó, saláta, borsó vagy akár kısır is. Az így összekevert tölteléket visszatöltik a kivájt burgonyába, tetejére ketchup és majonéz kerül.